# 6:0-Abwehr

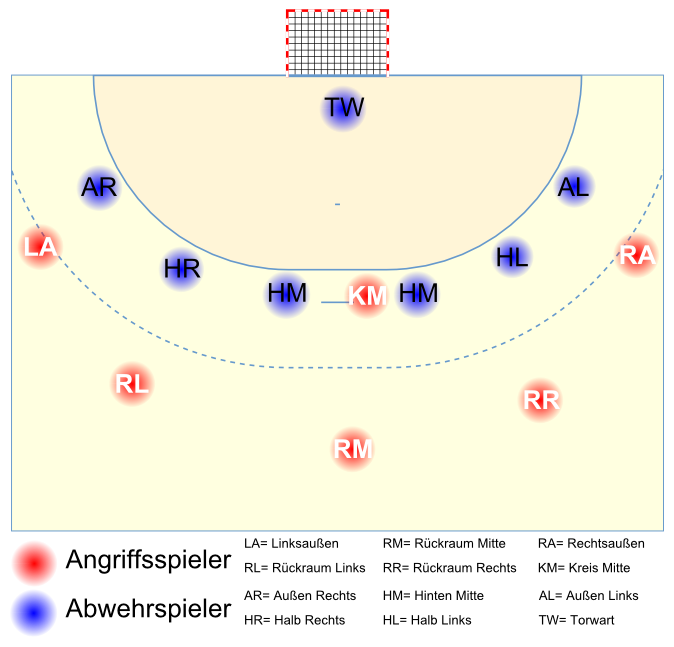
6:0-Abwehr

Die 6:0-Abwehrformation ist eine Deckungsvariante im Handballsport. Im Erwachsenenbereich ist sie die meistgespielte Abwehrvariante. In der Grundformation stehen die sechs Abwehrspieler defensiv in einer Reihe unmittelbar am eigenen 6-Meter-Kreis. 

## Das Prinzip
Das Prinzip der 6:0-Deckung ist es, den kritischen Tiefenraum im Rücken der Abwehr, in dem gegnerische Angreifer am torgefährlichsten agieren können, durch defensives Abwehrverhalten möglichst klein zu halten. Durch die Positionierung aller Abwehrspieler auf einer Linie wird eine hohe Verdichtung mit wenig Durchbruchsmöglichkeiten für den Ballhalter erreicht.
Trotz der defensiven Grundformation wird im Regelfall der gegnerische Ballhalter im Rückraum von seinem Gegenspieler offensiver attackiert, um Distanzwürfe zu verhindern. Der so aus der 6:0-Grundformation heraustretende Spieler bildet in dieser Situation zusammen mit seinen beiden defensiven Nebenleuten ein Abwehrdreieck.

## Anwendung
Die primitive Grundformation der 6:0-Deckung suggeriert eine sehr einfache Anwendung. Dies ist ein Trugschluss, da im Gegensatz zu anderen Abwehrformationen keine festen, ausschließlich offensiv agierenden Abwehrspieler vorhanden sind. Vielmehr wird das offensive Attackieren des jeweiligen Ballhalters situativ gelöst und bedarf so ständiger Absprache der Abwehrspieler untereinander.
Eine 6:0-Deckung bietet sich vor allem bei großgewachsenen Abwehrspielern an, die durch ihre Körpergröße gegnerische Distanzwürfe blocken können, statt den Schützen offensiv anzugehen. Die defensive Grundformation kann so weitestgehend bestehen bleiben, wodurch der kritische Tiefenraum sehr klein gehalten werden kann.
Auch bei eher unbeweglichen oder zweikampfschwachen Spielern findet die 6:0 Anwendung, da sie sowohl für den Angreifer als auch für den Abwehrspieler eher wenig Handlungsdruck erzeugt. So erfordert eine 6:0-Deckung weniger Beinarbeit und erzwingt weniger 1-gegen-1-Situationen als andere offensivere Formationen.
Aus diesem Grund ist die 6:0-Formation im Jugendbereich, ebenso wie die 5:1- und 4:2-Abwehr, in vielen Landesverbänden nicht zulässig. Im Bereich der E-Jugend ist häufig die Manndeckung oder das Spiel 2 mal 3 gegen 3 vorgeschrieben. Beispielsweise soll im Hessischen Handballverband in der 1. Halbzeit 3 gegen 3 und im zweiten Spielabschnitt mit offensiver Deckung gespielt werden. Im D-Jugendbereich wird die offene Deckung vorgeschrieben und im C-Jugendbereich die 1:5-Deckung.
Diese Maßnahmen sollen zu einer besseren Entwicklung der individuellen Stärken aller Spieler beitragen, indem die vorgeschriebenen offensiven Formationen wesentlich mehr Laufbereitschaft und aktives Zweikampfverhalten sowohl von Angriffs- als auch Abwehrspielern einfordern.

## Positionsfunktionen
Der Mittelblock mit den beiden zentralen Abwehrspielern spielt die wichtigste Rolle. Er bildet zusammen mit dem Torhüter das Herzstück. Jeweils einer der beiden Spieler in der Abwehrmitte tritt in der Regel situativ aus der Grundformation der 6:0-Deckung heraus, um den gegnerischen Mittelmann bzw. sich zur Mitte bewegende Halbangreifer offensiver zu attackieren. Der Kreisläufer wird hierbei an einen der defensiv verbleibenden Spieler übergeben, was eine hohe Kommunikationsbereitschaft und ein gutes Spielverständnis der Abwehrspieler untereinander erfordert. Die beiden Halbverteidiger agieren in der Regel weniger offensiv. Sie blocken die Würfe des angreifenden Rückraums und verhindern Durchbrüche nach außen. Beim Blocken wird eine Ecke des Tores abgedeckt; in der anderen steht der Torhüter. Den beiden Außenverteidigern kommt in einigen Systemvarianten mehr Handlungsspielraum zu als in der Grundformation üblich. Statt lediglich die Durchbrüche der gegnerischen Außenangreifer zu verhindern, versuchen sie hierbei durch offensives Decken ihren Gegenspieler komplett aus dem Spiel zu nehmen, so dass dieser für den Rückraum erst gar nicht anspielbar ist.